# Ace Attorney Investigations 2: Prosecutor's Gambit
Ace Attorney Investigations 2: Prosecutor's Gambit (逆転検事2?, Gyakuten kenji 2) è il sesto videogioco della serie Ace Attorney creata dalla Capcom. Sequel di Ace Attorney Investigations: Miles Edgeworth è disponibile in Giappone dal 3 febbraio 2011, dove ha venduto più di 132 000 copie. Il gioco è incluso nella raccolta Ace Attorney Investigations Collection.

## Trama
Come nel titolo precedente della serie, il protagonista è il procuratore Miles Edgeworth che dovrà investigare una serie di omicidi che, mano a mano esso risolve, si scopriranno essere tutti legati da un filo comune legato a un caso noto come SS-5. Ad aiutarlo in questa avventura sono l'investigatore Dick Gumshoe, la giovane ladra Kay Faraday e l'avvocato difensore Eddie Fender (盾之  信楽?, Tateyuki Shigaraki) mentre ad ostacolarlo nelle sue indagini sono la giudice Verity Gavèlle (秤  水鏡?, Hakari Mikagami) che vuole rimpiazzare il procuratore con il poco esperto Eustace Winner (弓彦  一柳?, Yumihiko Ichiyanagi).
Il gioco è ambientato nel 2019.
Come nel precedente gioco, i casi sono cinque:
Turnabout Trigger (逆転の標的?, Gyakuten no Hyōteki)
A più di una settimana passata dopo gli eventi dello scorso gioco, il presidente dello Zheng Fa Di-Jun Wang (帝君  王?, Teikun Ō) viene colto in un attentato durante un discorso tenutosi al lago Gourd e la procura chiama Miles Edgeworth per investigare. Fortunatamente il presidente viene ritrovato salvo dall'attentato ma al suo posto è morta una guardia del corpo di nome Bastian Rook (外城  涯?, Tojiro Gai) e il procuratore decide di investigare per scoprire chi è stato l'attentatore.
The Captive Turnabout (獄中の逆転?, Gokuchū no Gyakuten)
Edgeworth, Gumshoe e Kay vengono a sapere che l'assassino del precedente caso è stato rinvenuto morto in prigione. La giudice Verity Gavèlle e il novello procuratore Eustace Winner incolpano Simeon Saint (草太  猿代?, Sōta Sarushiro) come responsabile dell'omicidio in quanto amico della vittima. Ad aiutare Miles ci sarà l'avvocato Eddie Fender, che lavora nell'ufficio legale di Gregory Edgeworth e che nota presto del cambiamento del figlio. Grazie all'interrogatorio di un testimone, scoprono che la cruenta ferita sembra apparentemente inflitta da un cane. Tale animale si scopre essere il cane-guida dello spietato assassino Bodhidharma Kanis (了賢  鳳院坊?, Ryōken Hōinbō).
Turnabout Legacy (受け継がれし逆転?, Uketsuga Reshi Gyakuten)
Eddie decide di portare Edgeworth al luogo dove avvenne l'omicidio di Artie Frost (伊作  氷堂?, Isaku Hyōdō), noto come il caso IS-7, l'ultimo caso del padre Gregory Edgeworth prima della sua morte nel famoso caso DL-6. In questo caso Gregory e un diciottenne Eddie investigano la scena del crimine per dimostrare l'innocenza del sospettato, lo chef di fama mondiale Samson Tangaroa (一誠  天海?, Issei Tenkai), in quanto era stato trovato il corpo di Frost nell'opera di cioccolato dello chef come parte di una gara da lui indetta nel suo palazzo. Con il palazzo ora riaperto come museo dalla sua ex-partner Judy Bound (敷 司  緒屋?, Tsukasa Oyashiki), Miles decide di investigare a sua volta e chiudere il caso una volta per tutte.
A Turnabout Forsaken (忘却の逆転?, Bōkyaku no Gyakuten)
Con Edgeworth che rischia il proprio distintivo e che verrà processato dal comitato disciplinare della procura per le sue azioni nei precedenti casi, scopre che Kay Faraday ha perso la memoria da una brutta caduta. Mentre il procuratore investiga sul tetto della Bigg Building, scopre il corpo di una donna riconosciuta come l'avvocato difensore Rosie Ringer (つばさ 籠目?, Tsubasa Kagome) e che l'investigazione è sotto la supervisione di Franziska von Karma. Dopo l'investigazione in un piano segreto della torre, usato come magazzino per oggetti appartenuti a casi precedenti, Miles viene processato dalla giudice Gavèlle, Franziska e il capo del comitato, il terribile Excelsius Winner (万才  一柳?, Bansai Ichiyanagi), e dovrà dimostrare l'innocenza di Kay cercando di scoprire i misteri attorno al piano segreto.
Turnabout for the Ages (大いなる逆転?, Ōinaru Gyakuten)
Dopo aver risolto il precedente caso, Edgeworth scopre che il presidente Wang è ritrovato morto nel set di un film cinematografico in circostanze molto insolite: Oltre al corpo sono state ritrovate anche orme di un gigantesco mostro che apparentemente ha ucciso il presidente calpestandolo. Scettico da queste apparenze irreali, si mette ad indagare sul caso e trova a sua sorpresa un solitario Shi-Long Lang (狼 士龍 ?, Rō Shiryū) impegnato anch'esso a investigare la morte del suo presidente, il cui passato era segnato da un caso noto come SS-5. Sarà in questo capitolo che Edgeworth troverà e connetterà tutti i legami dei cinque casi e scoprire il vero responsabile dietro a tutto questo nonché l'assassino del presidente.

## Versioni occidentali
Nell'aprile 2011, Christian Svensson, vicepresidente della Capcom, ha dichiarato che il titolo non verrà distribuito negli Stati Uniti d'America poiché «i costi di localizzazione sono maggiori del ritorno economico previsto». Nell'aprile 2012, sempre Svensson ha annunciato che il gioco sarebbe stato distribuito anche in Europa, senza tuttavia specificare una data precisa. In un'intervista del gennaio 2013, in seguito ad un'esplicita domanda relativa ai progressi sull'uscita occidentale del titolo, Svensson ha risposto che, nonostante l'argomento fosse discusso, non vi erano novità da riportare e che tutto l'impegno era concentrato sullo sviluppo di Phoenix Wright: Ace Attorney - Dual Destinies.
Nel 2014 un gruppo di appassionati ha sviluppato una patch contenente una traduzione inglese del gioco, rinominato Ace Attorney Investigations: Miles Edgeworth: Prosecutor's Path.